# Stoomketel

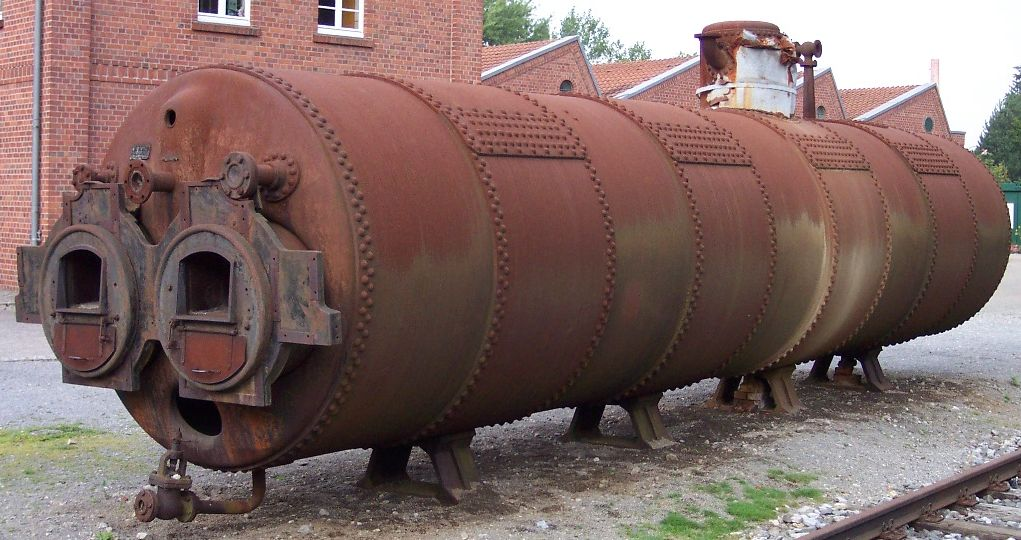
Stoomketel in een museum te Bocholt

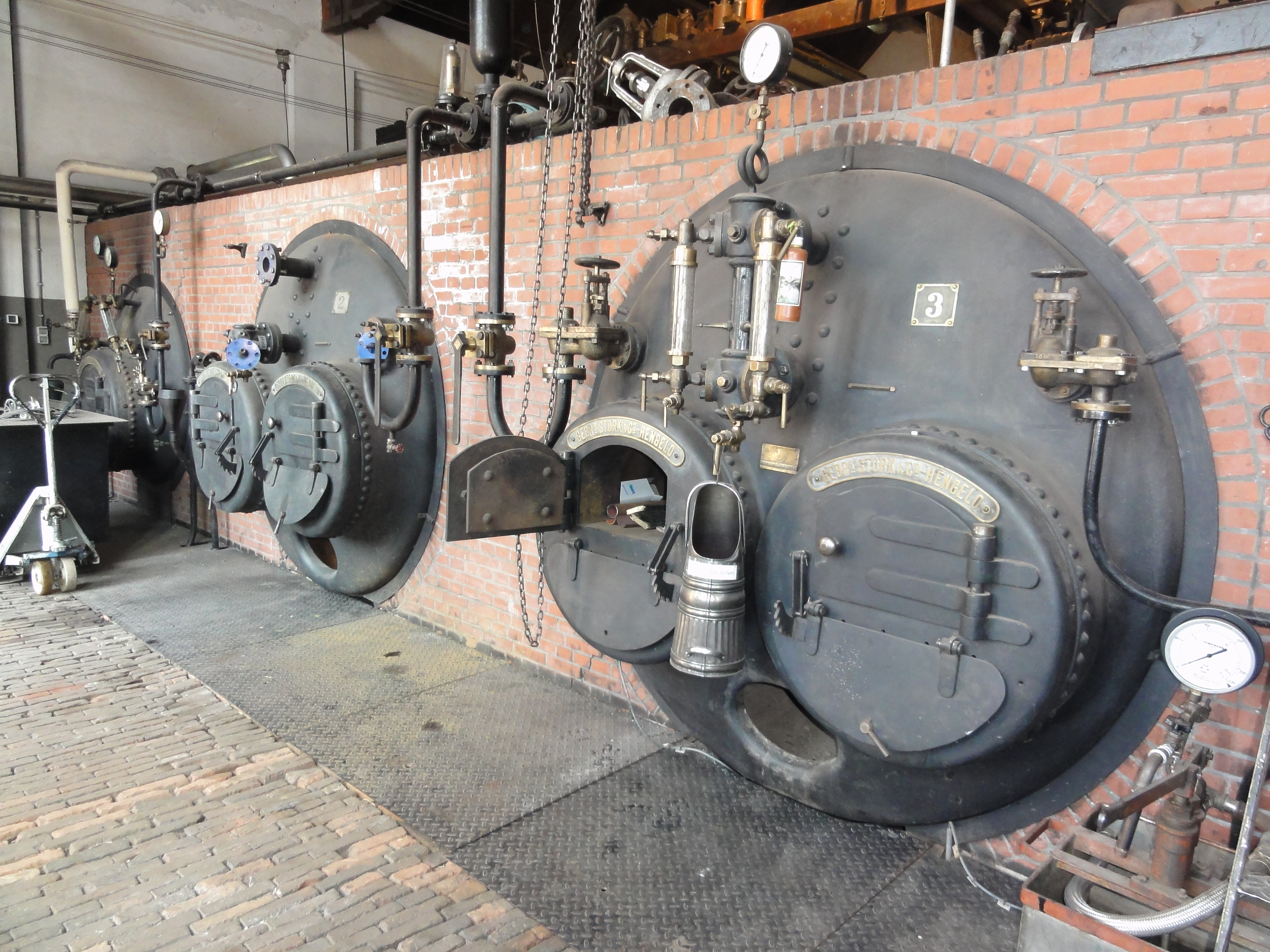
De drie stoomketels van stoomgemaal De Tuut in Appeltern, Gelderland

Een stoomketel is bedoeld om stoom op te wekken uit water, door verhitting. De warmte komt vaak van verbranding van een brandstof, maar kan ook komen door kernenergie, of door geothermische energie. De stoom kan worden gebruikt voor allerlei zaken: verwarming, voortstuwing van schepen of aandrijving van generatoren door middel van een turbine, aandrijving van stoomlocomotieven met behulp van cilinders, het doden van onkruid in de glastuinbouw, enzovoort.

## Uitvoeringen
Stoomketels worden onderverdeeld in drie groepen, namelijk de:
- vuurgangvlampijpketel (ook wel vlampijpketel),
- waterpijpketels en
- afgasketels.

### Vuurgangvlampijpketel

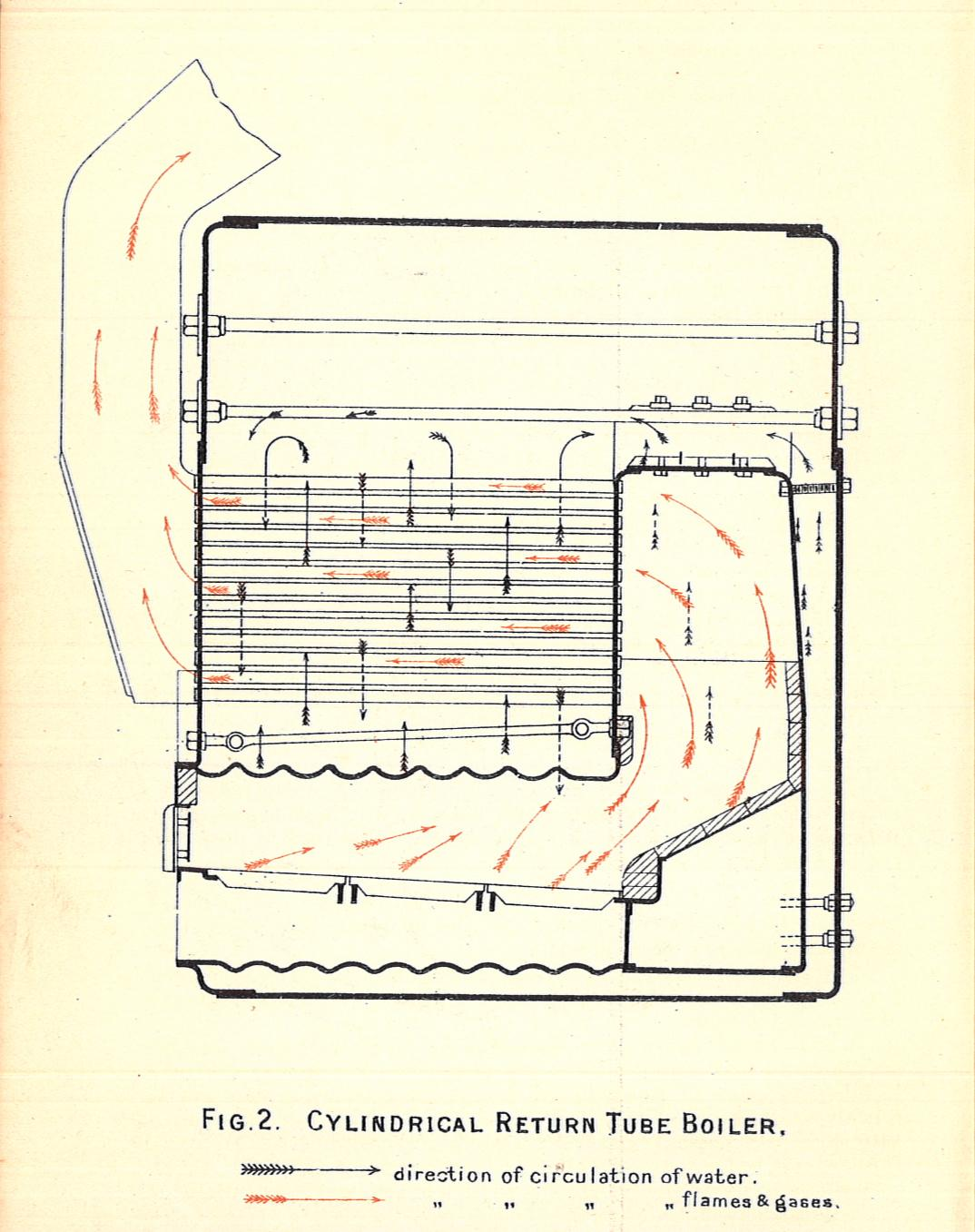
Doorsnede vuurgangvlampijpketel

Een vuurgangvlampijpketel, ook wel Schotse ketel genoemd, heeft de vorm van een liggende cilinder. In deze cilinder zit een gang die we vuurgang noemen. Deze gang eindigt in het inwendige van de ketel in de keerkast. Deze keerkast is een holle ruimte die door vele steekbouten gesteund wordt om zodoende op zijn plaats te blijven en de grote druk te kunnen weerstaan. Vanuit de keerkast lopen meerdere vlampijpen terug naar de voorzijde van de stoomketel. In de vuurgang ligt een rooster waarop de brandstof verbrand wordt. De warme gassen en rook komen vervolgens in de keerkast en hierna gaan deze door de vlampijpen richting de rookkast die in verbinding staat met de schoorsteen. Alle delen waardoor de hete gassen passeren geven hun warmte af aan het omringende water. Hoe meer vlampijpen, hoe groter de keerkast en vuurgang, des te meer warmte kan er overgedragen worden aan het water. Om de warmteoverdracht te verbeteren wordt de vuurgang meestal gegolfd gemaakt. Zo wordt een groter oppervlak gecreëerd. Tevens wordt de vuurgang hierdoor sterker en kan deze dus dunner geconstrueerd worden om sneller de warmte door te geven. Er zijn Schotse ketels met 1 vuurgang en 1 keerkast, de zogenaamde tweetreks ketel, maar voor bijvoorbeeld de Titanic waren er stoomketels met 6 vuurgangen en 1 gezamenlijke keerkast ofwel een zestvuurs tweetreks ketel. In het begin werden deze ketels gestookt met kolen, later veelal met oliebranders. Tegenwoordig is aardgas ook een veelvoorkomende brandstof, maar ook minder bekende brandstoffen worden tegenwoordig gebruikt; een bedrijf op het Chemiepark Delfzijl gebruikt voor zijn tweevuursdrietreksketel methanol om op te starten en gaat daarna over op afgassen die vrijkomen bij de productie van formaldehyde, die voornamelijk waterstof bevatten.
Het opstoken van een Schotse ketel is erg tijdrovend. Een kleine ketel bevat al gauw 5000 liter water dat van buitentemperatuur tot b.v. 180°C (geeft 10 bar druk) verwarmd moet worden. Ook alle stalen delen van de ketel moeten rustig kunnen uitzetten om schade te voorkomen. Het opstoken duurt al gauw twee dagen, maar hoe groter de ketel des te langer het duurt. Boven in de ketel zit de stoomruimte met stoomdom waarop alle aansluitingen naar bijvoorbeeld de machine geplaatst zijn.

#### Ketel voor een locomotief

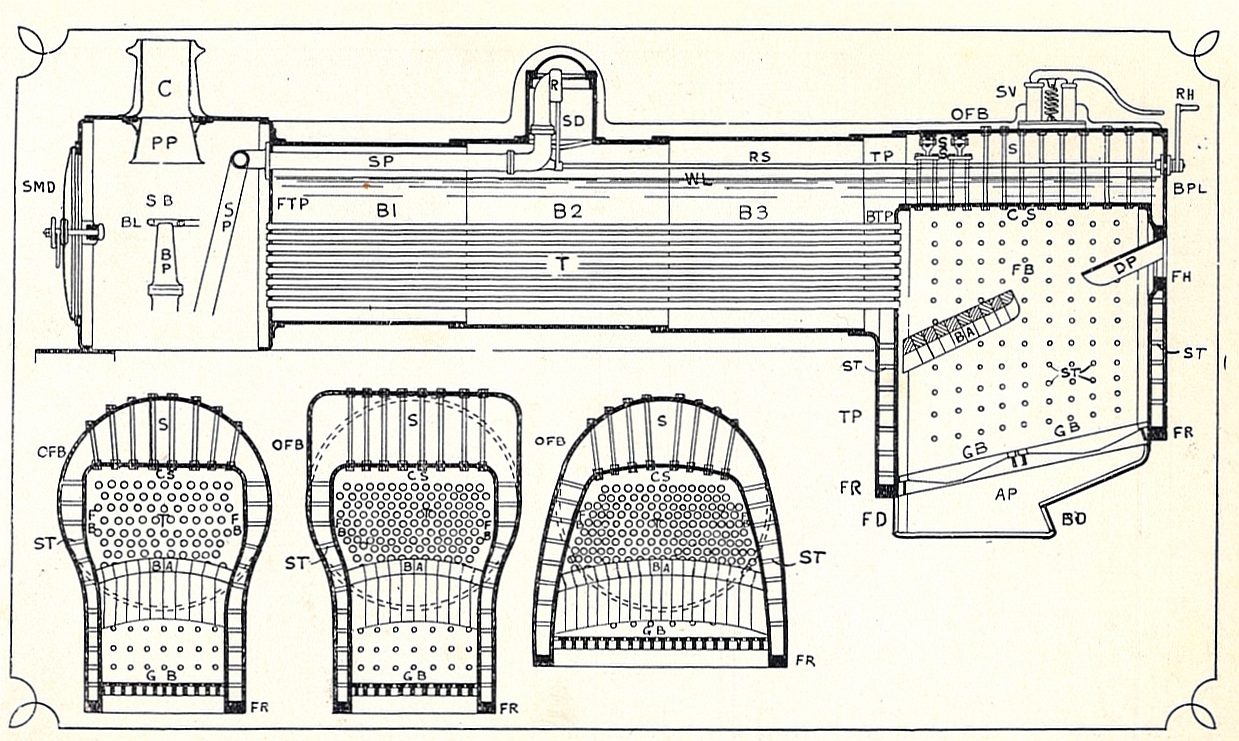
Doorsnede van een ketel voor een locomotief

In een stoomlocomotief is betrekkelijk weinig ruimte voor een ketel. Omwille van de stroomlijn is bovendien gekozen voor een langgerekte, liggende ketel. De vuurkast, waarin gewoonlijk vaste brandstof op een rooster wordt gestookt, bevindt zich achterin. Van daar uit worden de hete verbrandingsgassen door pijpen door de met water gevulde ketel geleid, richting rookkast. Deze ruimte bevindt zich voorin. De hier verzamelde rookgassen worden door de schoorsteen naar buiten afgevoerd. De stoom die zich boven in de ketel verzamelt, wordt door een pijp die door de rookkast loopt, naar de cilinders geleid.

### Waterpijpketel

Waterpijpketel

In tegenstelling tot een vuurgangvlampijpketel wordt bij een waterpijpketel het water door de pijpen gevoerd. Een waterpijpketel heeft de vorm van een rechtopstaande doos waarbij de binnenkant volledig uit pijpen bestaat.
De brandstof wordt verbrand in de vuurhaard. Hiervoor wordt de brandstof gemengd met de verbrandingslucht, die is voorverwarmd in de verbrandingsluchtvoorverwarmer (Luvo). Het inbrengen van dit brandstof/luchtmengsel gebeurt op 4 à 5 etages, waarbij in iedere hoek, en per etage, een brander is opgesteld. De branders staan zodanig opgesteld dat de vlam tangentieel door de vuurhaard van de ketel gaat. Het water in de ketel wordt verwarmd door de straling van het vuur en de warmte van de rookgassen.
De pijpenbundels, die de rookgassen tegenkomen, hebben alle een andere functie. De volgorde is: de verdamper, de verschillende oververhitters (OVO's) zoals: (rookgas)stralings- en (rookgas)stromingsoververhitters, de economizer (de ECO) en de verbrandingsluchtvoorverwarmer.
Het voedingswater wordt door de ketelvoedingswaterpomp allereerst door de ECO gevoerd. Hierbij wordt het water opgewarmd en de rookgassen verder afgekoeld. Dat wil zeggen dat de aanwezige warmte in de rookgassen over gaat in het voedingswater. Dit geeft een rendementsverhoging. Er is hier nog geen stoomvorming. Vervolgens zal het naar de stoom/waterdrum gaan. Dit is een vat boven in de ketel. Vanuit de stoom/waterdrum gaan een viertal grote pijpen, buiten de vuurhaard, naar een vat beneden in de ketel: de waterdrum. Vanuit deze waterdrum komen kleinere pijpen die gezamenlijk de verdamper vormen en daarmee de wanden van de ketel. In deze pijpen worden dampbellen gevormd door de warmte in de vuurhaard. De dampbellen gaan omhoog terug naar de stoom/waterdrum en worden afgevoerd naar de eerste OVO. In de OVO wordt de stoom oververhit. Vaak zitten er meerdere OVO's achter elkaar geschakeld.
Vanuit de laatste OVO gaat de stoom naar de hogedrukturbine. Hierna wordt de stoom, die nu een lagere druk en temperatuur heeft, in de Herovo weer opnieuw (=her) oververhit en zal dan naar de midden- en lagedrukturbines gaan, waar de druk en temperatuur nog verder afnemen.
Na de lagedrukturbines komt de afgewerkte stoom in de vacuümcondensor, waar de stoom wordt gecondenseerd tot water. Dit water wordt in stappen opgewarmd en uiteindelijk door de ketelvoedingswaterpomp naar de ketel (ECO) gevoerd. Hierna begint de cyclus opnieuw.

### Afgasketel
Een nieuwe ontwikkeling in de stoomketels zijn de zogenaamde afgasketels. Deze ketels zijn niet voorzien van een vuurgang, zoals de vlampijpketel, maar slechts van vlampijpen. Ook de keerkast en de brander ontbreken bij dit type ketel.

De afgasketel wordt gestookt op verbrandingsgassen (bijvoorbeeld de uitlaat van een gasturbine) en staat rechtstreeks geplaatst in het rookgaskanaal van een verbrandingsinstallatie. Op deze wijze is het mogelijk om evengoed een productie van 24 ton stoom per uur te bereiken. Moderne STEG centrales produceren uit de restgassen van een gasturbine op deze manier 400 ton stoom per uur. In meeste gevallen wordt de hogedrukstoom na de hogedruktrap van de stoomturbine dan weer door de afgasketel geleid om nog meer energie op te nemen (rendementsverbetering).

Aan de "gestookte" warme zijde van de ketel bevindt zich in plaats van een brander, een rookgasaanvoer en aan de koude zijde een rookgasafvoer. De rookgassen worden gelijk over alle vlampijpen verdeeld; dit heeft vooral een energieterugwinnende functie. Ook kan een emissieverlagende functie de basis van het plaatsen van een afgasketel zijn. In dat geval is de ketel niet in het rookgaskanaal gemonteerd maar achter een naverbrander en wordt de ketel gestookt met behulp van de rookgassen van de naverbrander.
De afgasketel is dan ook in meer of mindere mate een kruising tussen een vuurgangvlampijp ketel en een ECO. Hoewel de afgasketel dus al gemonteerd is in een rookgaskanaal is het ook bij deze ketel mogelijk om aan de koude zijde van de ketel een ECO te plaatsen waardoor de ketel met voorverwarmd water kan worden gevoed.

## Materialen en constructie
Stoomketels bestaan uit ijzerplaten, die met elkaar zijn verbonden om zo een ketel te vormen. Tot circa 1945 werden de platen van stoomketels voornamelijk door middel van klinknagels met elkaar verbonden; tegenwoordig worden ze aan elkaar gelast, waarbij de lasnaden door middel van speciale ultrasoon- of röntgenapparatuur worden geïnspecteerd voordat de ketel de fabriek verlaat.

## Veiligheid
In een stoomketel wordt een aanzienlijke hoeveelheid energie opgeslagen in de vorm van stoom onder hoge druk. Als het materiaal van de ketel die druk niet kan weerstaan zal de ketel exploderen. Daarom moeten in de meeste landen stoomketels van overheidswege aan strenge veiligheidsregels voldoen.

## Ketelonderhoud
Bij een goede waterhuishouding heeft een stoomketel weinig onderhoud nodig. In principe kan dan worden volstaan met de tweejaarlijkse ketelkeuring. Deze keuringen worden voor de Nederlandse markt onder andere uitgevoerd door Standard Fasel, Vinçotte Nederland, Lloyd's Register, Bureau Veritas, Stork (bedrijf) en NEM. Ook verschillen de regels per land. Zo is een ketelkeuring in België al verplicht als een ketel maar een centimeter wordt verplaatst. Tijdens de ketelkeuring wordt de ketel in eerste instantie visueel geïnspecteerd op gebreken en op vervuiling. Aanvullend kan de keurmeester eisen dat een ketel een materiaalmeting krijgt of "gezuurd" wordt. Behalve de inspectie van de ketel wordt ook gekeken naar de diverse appendages zoals de veiligheidsklep, die moet openen bij maximale druk, en de peilglazen. Ook de genoemde instrumentele beveiligingen in de vergunning zullen moeten worden getest op een correcte werking sinds de wijziging in de wetgeving. Betreft meestal een vlambeveiliging, laagwaterbeveiliging en de maximaalpressostaat. 
Ketelkeuringen worden meestal door gespecialiseerde bedrijven aangevraagd en begeleid. Deze bedrijven zijn aangesloten bij de Stichting Voor Ketelonderhoud Bedrijven (SKOB). Na de keuring kan de keuringsinstantie een verder onderzoek eisen of een reparatie aanbevelen. In die gevallen zal dan geen nieuwe of een korte vergunning tot ingebruikstelling worden verstrekt. Dit is afhankelijk van de ernst van de gevonden gebreken. Wanneer geen gebreken worden geconstateerd geeft de keuringsinstantie een vergunning af voor twee jaar.
Omdat veel bedrijven hun stoomproductie niet kunnen missen zal veelal bij een ketelkeuring een tijdelijke ketel worden geplaatst. Meestal worden deze opgesteld naast het ketelhuis en is het stoomnet voorzien van een noodaansluiting waarop de "huurketel" wordt aangesloten.

### Reparatie na afkeuring
Indien een ketel wordt afgekeurd, zal door de keuringsinstantie een rapport worden opgesteld met daarin de reden van afkeur. Vaak betreft het kleine reparaties die snel en eenvoudig kunnen worden uitgevoerd. Na de reparatie wordt de ketel opnieuw ter keuring aangeboden. Bij ernstiger gebreken zoals scheuren in de pijpenplaat of lekke vlampijpen dient eerst een reparatievoorstel te worden opgesteld. Dit voorstel wordt aangeboden aan de keuringsinstantie voor goedkeuring. Pas nadat het voorstel tot reparatie is goedgekeurd kan de reparatie worden uitgevoerd. Een dergelijk voorstel kan onder andere bestaan uit het vervangen van de pijpenplaat of het zogenaamde "verpijpen" van de ketel. De kosten van dergelijke ingrijpende reparaties zullen in de praktijk echter vaak reden zijn om de ketel te vervangen.
Bij de herkeuring na een grote reparatie zal de keurmeester veelal een persverklaring vragen. Hiertoe wordt de ketel afgeperst onder 1,35 x de maximale werkdruk. Ook ultrasoon of magnetisch onderzoek van de reparatie kan worden gevraagd; dit gebeurt veelal na het inlassen van nieuwe "stompen". Pas wanneer de keurmeester van mening is dat de reparatie naar behoren is uitgevoerd, wordt een nieuwe vergunning tot ingebruikname afgegeven.
In geval van kleine gebreken, zoals een teveel aan slib, putcorrosie of afzetting van ketelsteen, bestaat de mogelijkheid dat de keurmeester een vergunning afgeeft voor een kortere periode, bijvoorbeeld een jaar, met daarbij een advies om bijvoorbeeld de waterkwaliteit te verbeteren. Na afloop van de verkorte vergunning zal de ketel wederom gekeurd moeten worden om te zien of de voorstellen van de keurmeester het gewenste resultaat hebben opgeleverd

### Reden voor afkeuring
Een stoomketel kan onder andere om een van de volgende redenen worden afgekeurd:
- Scheuren in pijpenplaat of vlampijpen.
- Aan de binnenzijde van de ketel afgesleten "stompen".
- Aanzet van ketelsteen.
- Teveel aan slib.
- Niet goed functionerende veiligheidsklep.
- Ontbreken van veiligheden voor de gebruikte vorm van bedrijfsvoering, bijvoorbeeld beveiliging voor bemand ketelbedrijf terwijl een onbemand ketelbedrijf wordt gevoerd.

## Waterbehandeling
Om de ketel in zo goed mogelijke conditie te houden dient men een goede waterbehandeling toe te passen door:
- Ontharden van het suppletiewater en van het voedingswater is nodig om de vorming van ketelsteen te voorkomen. Door de vorming van ketelsteen loopt het rendement van de ketel sterk terug en is er meer energie nodig om dezelfde hoeveelheid stoom te maken, extra kosten. Doordat er een zogenaamde isolator op de pijpen is gevormd kunnen deze hun warmte niet voldoende meer kwijt, waardoor de afgastemperatuur stijgt en de kans op het scheuren van de pijpen aanwezig is. Het is dus zaak dat de ketel waterzijdig goed schoon is en vrij van corrosie.
- Toevoegen van chemicaliën zoals ammonia om de pH te verhogen, hydrazine om zuurstof te binden en pentanatriumtrifosfaat om calciumionen te binden
- Ontgassen: hierbij wordt vooral het zuurstofgehalte in het ketelvoedingwater teruggebracht in een ontgasser op stoom

De waterbehandeling gaat over het algemeen als volgt:
Vanaf het waterleidingnet of andere bron wordt water aangevoerd naar de waterontharder of eventueel ander filtersysteem waarna het water naar de ontgasser wordt gevoerd. Hier wordt het water in de ontgasser "gesproeid". In de ontgasser staat een bepaald niveau water en daar wordt stoom in geïnjecteerd als gevolg van het sproeien. Door de temperatuursverhoging zal het percentage zuurstof en kooldioxide dalen.
In het hele traject tussen ontharder en ontgasser zijn watermonstertappunten gemonteerd om de kwaliteit van het water in diverse stadia te kunnen controleren. Na de ontgasser worden de waterbehandelingschemicaliën gedoseerd ter voorkoming van zuurstofcorrosie in de ketel en om hardheidsneerslag tegen te gaan. De ontharder en de chemicaliën dosering worden geregeld door middel van de niveauregeling van de ontgasser. Naast het voeden van de ontgasser door middel van suppletiewater kan de ontgasser ook worden gevoed met het eventueel terug gevoerde condensaat - dit komt het ketelvoedingwater ten goede. Vanuit de ontgasser wordt dan eventueel via de economizer en of rookgascondensor de ketel gevoed om energie te besparen.